# Głuchów (Powiat Skierniewicki)
Głuchów ist ein Dorf im Powiat Skierniewicki der Woiwodschaft Łódź in Polen. Es ist Sitz der gleichnamigen Landgemeinde mit etwa 5700 Einwohnern.

## Geographie
Das Dorf liegt im Osten der Woiwodschaft. Es grenzt im Norden an Prusy und Celigów, im Nordosten an Miłochniewice, im Osten an Złota, im Westen an Kochanów sowie im Nordwesten an Białynin.

## Geschichte
Mit der dritten Teilung Polens kam das Dorf 1793 zu Preußen, 1807 zum Herzogtum Warschau und 1815 zum russisch beherrschten Kongresspolen.
Von 1954 bis 1972 war der Ort Sitz einer Gromada, die Gemeinde wurde in dieser Zeit aufgelöst. Von 1975 bis 1998 kamen der Ort und die neu gebildete Landgemeinde zur Woiwodschaft Skierniewice. Im Januar 1999 wurden der Powiat und die Woiwodschaft Łódź wieder gebildet.

## Gemeinde
Zur Landgemeinde (gmina wiejska) Głuchów mit einer Fläche von 111,3 km² gehören 14 weitere Dörfer mit einem Schulzenamt (sołectwo).

## Sehenswürdigkeiten und Tourismus

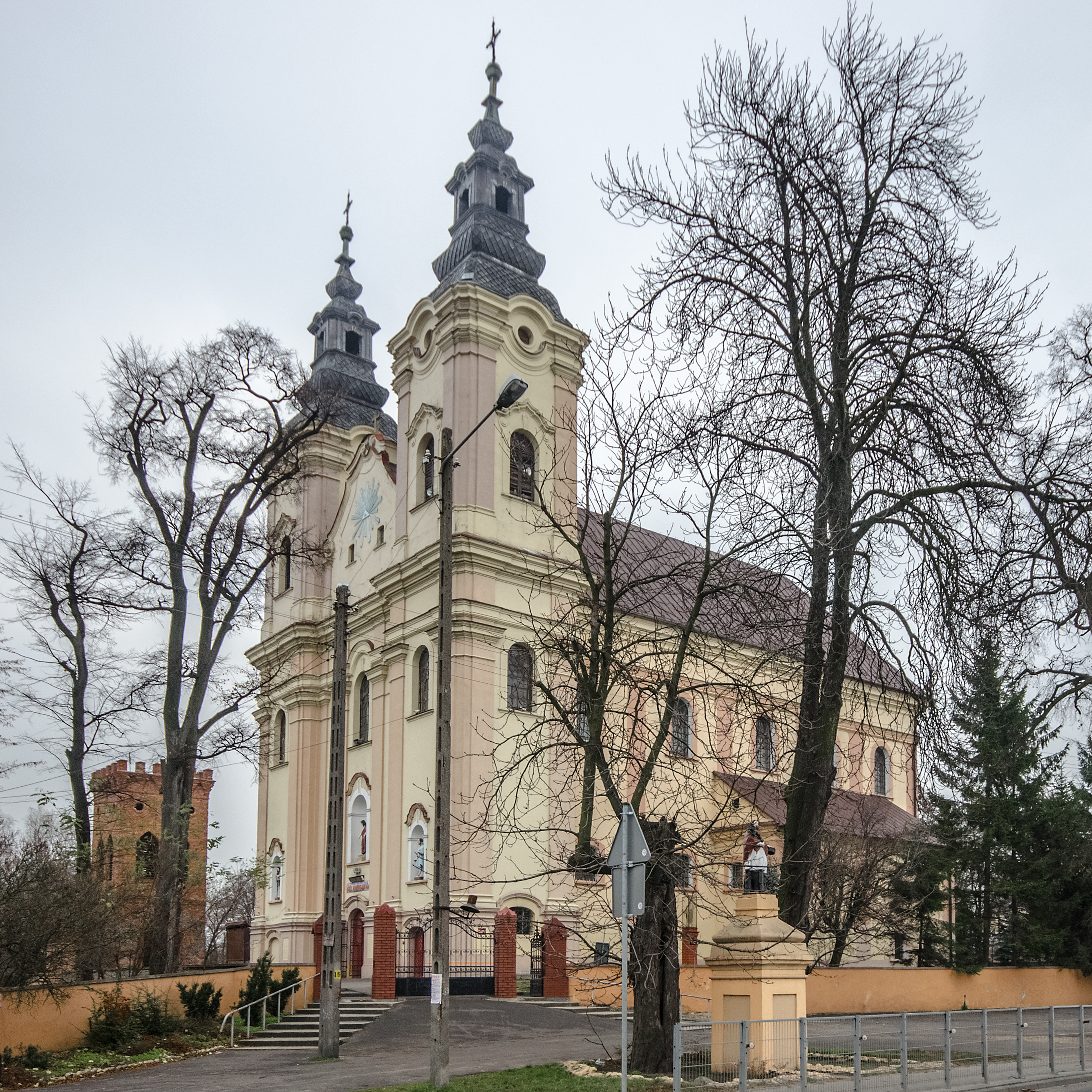
Kirche des Dorfs

Herausragendes Baudenkmal ist die barocke, zweitürmige Pfarrkirche von 1786 mit ihrem Kirchenbezirk.
Der eigene Bahnhof Głuchów Skierniewicka liegt an der Museumsschmalspurbahn Rogów–Biała Rawska.

## Verkehr
Die Landesstraße DK72 führt von Brzeziny nach Rawa Mazowiecka. Der nächste Bahnhof liegt in Rogów, der nächste internationale Flughafen ist Łódź.